# Diocesi di Tell-Mahrê
La diocesi di Tell-Mahrê (in latino: Dioecesis Tell-Mahrensis) è una sede soppressa e sede titolare della Chiesa cattolica.

## Storia
Tell-Mahrê, nei pressi del torrente Balik nell'odierna Turchia, è un'antica sede episcopale della provincia romana dell'Osroene nella diocesi civile d'Oriente. Faceva parte del patriarcato di Antiochia ed era suffraganea dell'arcidiocesi di Edessa, come attestato in una Notitia episcopatuum del VI secolo.
La sede non è menzionata da Michel Le Quien nell'opera Oriens Christianus. Vailhé ipotizza che Tell-Mahrê, che ebbe ben presto un vescovo giacobita, possa identificarsi con la sede di Macedonopoli di cui parla Le Quien.
Dal 1933 Tell-Mahrê è annoverata tra le sedi vescovili titolari della Chiesa cattolica; la sede finora non è mai stata assegnata.